# Johannes Lindblom
Christian Johannes Lindblom, född 7 juni 1882 i Oppeby församling, Östergötland, död 26 september 1974 i Lund, var en svensk teolog. Han var bror till Andreas Lindblom, gift med Märta Lindblom och far till Malin Uddling.
Lindblom blev docent i exegetik vid Uppsala universitet 1909, teologie doktor vid Lunds universitet 1912 varpå han var professor vid Åbo Akademi 1924–1930. Lindblom var professor i exegetik vid Lunds universitet 1930–1947. Åren 1945–1947 var han rektor vid Lunds universitet. Lindblom invaldes som ledamot av Humanistiska Vetenskapssamfundet i Lund 1930.
Efter doktorsavhandlingen Senjudiskt fromhetsliv enligt Salomos psaltare (1909) ägnade sig Lindblom åt studiet av Nya Testamentets exegetik med arbeten som Das ewige Leben... im N.T. (1914) och Jesu missions- och dopbefallning (1919). Bland hans mera populärt hållna arbeten märks Handbok till N.T. (1917–1923), samt smärre skrifter som Jesu sedliga kraf (1912, 2:a upplagan 1919), Guds rike (1919) och Jesu religion och historiska kristendom (1919). Lite senare utgjordes Lindbloms produktion främst av undersökningar rörande den gammaltestamentliga profetismen, bland annat Die litterarische Gattung der prophetischen Litteratur (1924). Till belysande av den profetiska religionens psykologi och litteratur framdrog Lindblom material från den medeltida mystiken, särskilt den heliga Birgittas skrifter, en metod som väckte stort intresse men också skarp kritik. Lindblom deltog i utarbetandet av Bibelkonkordans. N.T. (1921–1922) samt var ofta anlitad som predikant och föredragshållare. Postumt utgavs 2011 hans levnadsminnen, Från Askeby till Uppsala. Makarna Lindblom är begravda på Uppsala gamla kyrkogård.